# Pablo Salas Moreno
Pablo Salas Moreno (Corera, novembre de 1958) és un militar espanyol, que ostenta el grau de tinent general i exerceix de director adjunt operatiu (DAO) del cos de la Guàrdia Civil des del 27 de maig de 2020.

## Trajectòria
Salas ingressà a l'Acadèmia General Militar de Saragossa i es llicencià l'any 1981, havent passat també per l'Acadèmia Especial de la Guàrdia Civil. D'aleshores ençà fou destinat a diferents departaments estrenant-se a la Comandància de Les Palmes de Gran Canària. Un any més tard fou transferit a la Comandància de Biscaia (rural i trànsit) i, posteriorment, a la Unitat de Serveis Especials, la secretaria d'Estat de Seguretat, l'Escola Superior de les Forces Armades del CESEDEN o la zona de Madrid. Des de 1997 ocupà diferents destins dins del Servei d'Informació del cos, especialment en unitats dedicades a la lluita contra ETA. Entre el setembre de 2014 i el maig de 2020 ostentà el comandament de la prefectura del Servei d'Informació, tot i que portava en aquest departament superior des de l'octubre de 2008.
A nivell acadèmic es diplomà en Estat Major. També realitzà diversos cursos d'estudis professionals, com ara el curs monogràfic de Defensa Nacional. D'altres, amb l'objectiu de perfeccionar les seves funcions de guàrdia civil, són el màster en Sistemes de Comunicació i Informació per a la Seguretat i la Defensa, o el Curs Superior de Direcció i Gestió de Seguretat Pública.

## Condecoracions
Les principals condecoracions i reconeixements que obtingué són:
- Comandant de l'Orde d'Isabel la Catòlica
- Gran creu del Mèrit Militar amb distintiu blanc
- Creu al Mèrit Naval amb distintiu blanc
- Orde al Mèrit de la Guàrdia Civil, en diferents categories
- Creu al Mèrit Policial
- Gran Creu de la Reial i Militar Orde de Sant Hermenegild
- Medalla d'Or de Serveis Distints de Seguretat Pública (Portugal)
- Medalla d'Honor de la Policia Nacional, categoria d'argent (França)
- Creu de bronze al Mèrit de l'Arma de Carabinieri (Itàlia)
- Medalla de Serveis (Unió Europea Occidental)